# Глубокое (Симферопольский район)
Глубо́кое (до 1948 года Теренаи́р; укр. Глибоке, крымскотат. Teren Ayır, Терен Айыр) — упразднённое село в Симферопольском районе Крыма (согласно административно-территориальному делению Украины — Автономной Республики Крым), включённое в состав села Ивановки; сейчас — всё ещё территориально отделённая часть села выше по Теренаирской балке.

## История
Первое документальное упоминание села встречается в Камеральном Описании Крыма… 1784 года, судя по которому, в последний период Крымского ханства Тери Аир входил в Даирский кадылык Акмечетского каймаканства. После присоединения Крыма к России (8) 19 апреля 1783 года, (8) 19 февраля 1784 года, именным указом Екатерины II сенату, на территории бывшего Крымского Ханства была образована Таврическая область и деревня была приписана к Симферопольскому уезду. После Павловских реформ, с 1796 по 1802 год, входила в Акмечетский уезд Новороссийской губернии. По новому административному делению, после создания 8 (20) октября 1802 года Таврической губернии, Теренаир был включён в состав Кадыкойской волости Симферопольского уезда.
В Ведомости о всех селениях, в Симферопольском уезде состоящих… 1805 года деревня записана как Теренбай, в которой числилось 11 дворов и 53 жителя, исключительно крымских татар. На военно-топографической карте генерал-майора Мухина 1817 года деревня обозначена уже как Теренаир, с 8 дворами. После реформы волостного деления 1829 года Терен-Аир, согласно «Ведомости о казённых волостях Таврической губернии 1829 года», отнесли к Эскиординской волости. На карте 1836 года в деревне 10 дворов. Затем, видимо, вследствие эмиграции крымских татар в Турцию, деревня опустела, и на карте 1842 года Теренаир обозначен условным знаком «малая деревня» (это означает, что в нём насчитывалось менее 5 дворов).
В «Списке населённых мест Таврической губернии по сведениям 1864 года», составленном по результатам VIII ревизии 1864 года, Теренаир — казённая татарская деревня с 5 дворами, 11 жителями и мечетью при колодцахъ (на трёхверстовой карте 1865—1876 года в деревне Теренаир показано 12 дворов). В «Памятной книге Таврической губернии 1889 года», включившей результаты Х ревизии 1887 года, записан, как ещё не причисленный к Сарабузской волости, Теренаир с 12 дворами и 85 жителями.
После земской реформы 1890-х годов, Теренаир отнесли к Подгородне-Петровской волости. В «…Памятной книжке Таврической губернии на 1892 год» деревня не записана, но на подробной карте 1892 года Тере-Наир обозначен с 21 двором и смешанным русско-татарским населением. По «…Памятной книжке Таврической губернии на 1902 год» в деревне Теренаир, входившей в Подгородне-Петровское сельское общество, числилось 140 жителей в 21 домохозяйстве. По Статистическому справочнику Таврической губернии. Ч.II-я. Статистический очерк, выпуск шестой Симферопольский уезд, 1915 год, в деревне Теренаир Подгородне-Петровской волости Симферопольского уезда, числилось 8 дворов со смешанным населением без приписных жителей, но с 43 — «посторонними», из которых 20 мужчин и 23 женщины. Жители владели 175 десятинами земли. В хозяйствах имелось 95 лошадей, 8 волов, 70 коров и 60 голов мелкого скота.
После установления в Крыму Советской власти, по постановлению Крымревкома от 8 января 1921 года была упразднена волостная система и село включили в состав вновь созданного Подгородне-Петровского района Симферопольского уезда, а в 1922 году уезды получили название округов. 11 октября 1923 года, согласно постановлению ВЦИК, в административное деление Крымской АССР были внесены изменения, в результате которых был ликвидирован Подгородне-Петровский район и образован Симферопольский и село включили в его состав. Согласно Списку населённых пунктов Крымской АССР по Всесоюзной переписи 17 декабря 1926 года, в селе Теренаир, Мазанского сельсовета Симферопольского района, числилось 37 дворов, из них 35 крестьянских, население составляло 186 человек, из них 170 русских, 11 немцев, 3 белоруса, 1 украинец, действовала русская школа. В период оккупации Крыма, 13 и 14 декабря 1943 года, в ходе операций «7-го отдела главнокомандования» 17 армии вермахта против партизанских формирований, была проведена операция по заготовке продуктов с массированным применением военной силы, в результате которой село Тарнаир было сожжено и все жители вывезены в Дулаг 241 В период оккупации Крыма, 13 и 14 декабря 1943 года, в ходе операций «7-го отдела главнокомандования» 17 армии вермахта против партизанских формирований, была проведена операция по заготовке продуктов с массированным применением военной силы, в результате которой село Тарнаир было сожжено и все жители вывезены в Дулаг 241
В 1944 году, после освобождения Крыма от фашистов, 12 августа 1944 года было принято постановление № ГОКО-6372с «О переселении колхозников в районы Крыма» и в сентябре 1944 года в район из Винницкой области переселялись семьм колхозников. С 25 июня 1946 года село в составе Крымской области РСФСР. Указом Президиума Верховного Совета РСФСР от 18 мая 1948 года село Теренаир переименовали в Глубокое. 26 апреля 1954 года Крымская область была передана из состава РСФСР в состав УССР. Решением Крымоблисполкома от 8 сентября 1958 года № 834 село включили в состав соседнего села Ивановки.

## Динамика численности населения
- 1805 год — 53 чел.[12]
- 1864 год — 11 чел.[18]
- 1889 год — 85 чел.[20]
- 1902 год — 140 чел.[23]
- 1915 год — 0/43 чел.[24][34]
- 1926 год — 186 чел.[28]